# Jean-Daniel Masserey
Jean-Daniel Masserey (* 27. Februar 1972) ist ein Schweizer Skibergsteiger, Bauingenieur und Architekt. Er graduierte 1996 an der École polytechnique fédérale de Lausanne, wurde ein Jahr später Mitglied des Schweizerischen Ingenieur- und Architektenvereins SIA und gründete 2001 die Firma MJD, ein Bau- und Architekturbüro in Haute Nendaz.

## Erfolge (Auswahl)
- 1999: 7. Platz bei der Pierra Menta mit Jean-Yves Rey[2]
- 2000: 2. Platz (und damit 1. Platz bei den Nicht-Militärs) bei der Patrouille des Glaciers mit Pierre-Marie Taramarcaz und Jean-Yves Rey[3]
- 2003: 6. Platz bei der Europameisterschaft Skibergsteigen Team mit Jean-Yves Rey
- 2004: 2. Platz bei der Patrouille des Glaciers mit Pierre-Marie Taramarcaz und Jean-Yves Rey[4]
- 2005: 7. Platz bei der Europameisterschaft Skibergsteigen Team mit Jean-Yves Rey[5]